# Prionosoma hessei
Prionosoma hessei är en mångfotingart som beskrevs av Karl Wilhelm Verhoeff 1931. Prionosoma hessei ingår i släktet Prionosoma och familjen knöldubbelfotingar. Inga underarter finns listade i Catalogue of Life.